# Жасмин (певачица)
Сара Љвовна Манахимова, (рус. Са́ра Льво́вна Манахи́мова), познатија као Жасмин(рус. Жасмин); 12. октобар 1977, Дербент) руска је певачица, глумица и манекенка. Она је дагестанско-јеврејског порекла. Током своје каријере, издала је 9 студијских албума.

## Дискографија

### Албуми
- Долгие дни (2000)
- Перепишу любовь (2001)
- Головоломка (2002)
- 100% любви (2003)
- Да! (2004)
- Тебе понравится (2005)
- Мечта (2009)
- От любви до любви (2013)

### Синглови
- Дольче вита (2003)
- Да! (2003)
- Самый любимый (2004)
- Капля лета (2004)
- Разгадай любовь (2004)
- Утренняя гимнастика (2004)
- Как ты мне нужен (2005)
- Индийское диско (2005)
- Тебе понравится (2005)
- Первый близкий (2006)
- Загадай (2006)
- Боль (2007)
- Дежавю (2007)
- История (2007)
- Почему-то (Мечта) (2007)
- Алмазы (2007)
- Пей любовь (2008)
- Ресничка (2008)
- Ночь (2009)
- Будем откровенны (2009)
- Ты — вода, я — огонь (2009)
- Виновата (2009)
- Не жалею (2010)
- Здравствуй, новая любовь (2010)
- Лабу-Дабу (2011)
- Можно (2011)
- От любви до любви (2012)
- Руки в рукава (2012)
- Дважды (2013)